# Myrioblephara boarmioides
Myrioblephara boarmioides là một loài bướm đêm trong họ Geometridae.